# Caparidán
El Caparidán es una montaña de la sierra de Gádor, al suroeste de la provincia de Almería (España). Tiene una altitud de 1665 m. Administrativamente, se encuentra en el término municipal de Laujar de Andarax.

## Descripción
Está ubicado en el extremo noroeste de la sierra, con vistas a Las Alpujarras y Sierra Nevada. Presenta una cima alomada, sin relieves escarpados. Al este, el relieve es ondulado antes de ascender hacia "El Pelao", la meseta que conforma la parte alta de la sierra. Al oeste, sus laderas descienden con un mayor desnivel hacia el valle.
Al norte, a 1 km, se encuentra el vecino pico Julio Verne, que alberga una caseta forestal.
La vegetación se compone principalmente de pinares en sus laderas y monte bajo en la zona de la cima.